# Amber Benson
Amber Benson, ameriška igralka, pevka, scenaristka, režiserka in producentka, * 8. januar 1977, Birmingham, Alabama, Združene države Amerike.
Najbolj znana je po vlogi Tare Maclay v televizijski seriji Buffy the Vampire Slayer (1999-2002), režirala, producirala in igrala pa je tudi v svojih filmih Chance (2002) in Lovers, Liars & Lunatics (2006). Igrala je tudi v filmu Poljub neveste (2007). S soigralcem iz igralske zasedbe Buffy Adamom Buschem je režirala film Drones (2010). Bensonova je igrala tudi vlogo natakarice v grozljivki The Killing Jar (2010).

## Zgodnje življenje
Benson se je rodila 8. januarja 1977 v Birminghamu v Alabami kot hči Diane in Edwarda Bensona, psihiatra. Ima mlajšo sestro Danielle, ki je umetnica. Njen oče je Jud, mati je bila vzgojena kot južna baptistka; Bensonova je odraščala v reformirani sinagogi v Alabami.     

## Poklicna pot
Bensonova je bila stara 14 let, ko je debitirala v filmu Stevena Soderbergha King of the Hill.Bensonova je najbolj znana po vlogi Tare Maclay v televizijski seriji Buffy, ubijalka vampirjev. Lik se je prvič pojavil v epizodi 4. sezone "Hush" in kmalu postal dekle Willow Rosenberg (Alyson Hannigan). Bensonova je v seriji ostala do 6. sezone, ko so njen lik ubili. V zadnji epizodi je bila Bensonova edinkrat zapisana kot redna članica igralske zasedbe.
Bensonova je pela v glasbeni epizodi Buffy the Vampire Slayer "Once More, with Feeling". Vokale je prispevala za pesmi "I've Got a Theory/ Bunnies/If We're Together", "Under Your Spell" (njen solo), "Walk Through the Fire", "Standing/Under Your Spell (Reprise)" in "Where Do We Go from Here?" Leta 2002 je z dvema pesmima nastopila na albumu Buffyjevega kolega Anthonyja Stewarta Heada Music for Elevators. Zapela je tudi pesem "Toucha Toucha Touch Me" (alias "Creature of the Night") na VH-1-jevem zvezdniškem karaokah v čast filmu The Rocky Horror Picture Show.

Medtem ko je Bensonova še vedno sodelovala pri filmu Buffy, ubijalka vampirjev, je z režiserjem Gabrielom Bologno napisala scenarij za film The Theory of the Leisure Class, ki je izšel leta 2001, ter režirala, producirala, montirala in igrala v digitalnem video filmu Chance (2002), v katerem je sodeloval tudi njen Buffyjin soigralec James Marsters. Leta 2003 je sodelovala tudi z režiserjem Jamesom Kerwinom pri produkciji svoje igre Albert Hall v Hollywoodu.Leta 2001 je Benson skupaj z Goldenom, Terryjem Moorom in Ericom Powellom iz založbe Dark Horse Comics ustvaril Buffy the Vampire Slayer: Willow and Tara strip z naslovom "WannaBlessedBe". Naslednje leto (2002) je skupaj s Christopherjem Goldenom in AJ (Ajit Jothikaumar) iz Dark Horse Comics ustvarila strip Buffy the Vampire Slayer: Willow and Tara, ki sta ju ustvarila z naslovoma Wilderness #1 in Wilderness #2.
Benson in Christopher Golden sta v sodelovanju z animacijskim studiem Cosgrove Hall pripravila in začela snemati serijo animiranih fantazijskih filmov za BBC. Duhovi Albiona: (2003) in njegova nadaljevanja so na voljo na spletni strani BBC Cult. Benson in Golden sta sodelovala tudi pri dveh nadnaravnih trilerjih: Ghosts of Albion: Accursed in Ghosts of Albion: Witchery. Knjigi spremljata usodo Tamare in Williama Swifta, ki sta se prvič pojavila v BBC-jevem računalniško animiranem spletnem filmu Ghosts of Albion: Legacy. Leta 2003 je poleg Steva Sandvossa in Wesa Ramseyja igrala stra v filmu Latter Days kot Traci Levine. 
Leta 2005 je Benson sodeloval z umetnikom Jamiejem McKelviejem pri kratki zgodbi v zbirki Four Letter Worlds v zbirki Image Comics. Leta 2006 je Benson sodeloval z umetnikom Benom Templesmithom pri knjigi Demon Father John's Pinwheel Blues, ki je izšla pri založbi IDW kot štiridelna deljena knjiga Shadowplay (z deli Ashley Wood in Christine Z.
Leta 2006 je Bensonova v lastni produkcijski hiši Benson Entertainment izdala svoj drugi neodvisni celovečerni film Lovers, Liars & Lunatics. Film je bil posnet na filmski trak, delno pa je bil financiran s prodajo omejene izdaje akcijske figurice Tara iz Buffyversa v obliki "trikotnika". Producentka Diane Benson, Amberina mati, je projekt, ki se je sprva imenoval "The Dirty Script", nazadnje naslovila Lovers, Liars and Lunatics. Leta 2006 je v televizijski seriji Supernatural upodobila "vegetarijansko" vampirko Lenore.
Decembra 2006 sta Benson in Golden izdala še eno skupno delo, kratki roman The Seven Whistlers, ki ga v omejenem številu podpisanih izvodov izdaja založba Subterranean Press. Septembra 2007 je Benson z Ginjer Buchanan pri založbi Penguin Books podpisal pogodbo za tri knjige. Pri založbi Ace Books je 24. februarja 2009 izšla knjiga Death's Daughter, 23. februarja 2010 Cat's Claw in februarja 2011 Serpent's Storm. Četrta knjiga iz serije, How to Be Death, je izšla 28. februarja 2012. Bensonova je v razmerju z Adamom Buschem režiser komedije Drones iz leta 2010. 
Junija 2013 je bilo objavljeno, da bo Bensonova igrala Amelie, ustanoviteljico Morganvilla, v priredbi spletne televizijske serije The Morganville Vampires.Junija 2013 je bilo objavljeno, da bo Bensonova igrala Amelie, ustanoviteljico Morganvilla, v priredbi spletne televizijske serije The Morganville Vampires  Bensonova je leta 2014 pripovedoval zvočno knjigo Lock In Johna Scalzija. Oktobra 2014 je izdala fantazijsko knjigo The Witches of Echo Park. 

## Aktivizem
Med volilno kampanjo leta 2008 je Benson nastopil v oglasu za Baracka Obamo, ki ga je sponzoriral MoveOn.org.Februarja 2021 je Bensonova podprla obtožbo Charisme Carpenter, soigralke iz serije Buffy The Vampire Slayer, o neprofesionalnem in zlorabljajočem vedenju ustvarjalca Buffy Jossa Whedona in potrdila navedbe Carpenterjeve, da je bilo snemanje te serije "toksično okolje", katerega travmatični učinki so bili dolgotrajni za vse, ki so tam delali. 

## Osebno življenje
Leta 2007 je Bensonova živela v Los Angelesu. Sama sebe opisuje kot "opuščeno vegetarijanko".Med letoma 2002 in 2009 je hodila z Adamom Buschem, ki je igral Warrena Mearsa v seriji Buffy, ubijalka vampirjev. Ostala sta tesna prijatelja 

## Filmografija

### Film
| Year | Title                        | Role                        | Notes                             |
| ---- | ---------------------------- | --------------------------- | --------------------------------- |
| 1993 | The Crush                    | Cheyenne                    |                                   |
| 1993 | King of the Hill             | Ella McShane                |                                   |
| 1994 | S.F.W.                       | Barbara 'Babs' Wyler        |                                   |
| 1994 | Imaginary Crimes             | Margaret                    |                                   |
| 1995 | Bye Bye Love                 | Meg Damico                  |                                   |
| 1998 | Can't Hardly Wait            | Stephanie                   |                                   |
| 2000 | The Prime Gig                | Batgirl                     |                                   |
| 2001 | Don's Plum                   | Amy                         |                                   |
| 2001 | Hollywood, Pennsylvania      | Mandy Calhoun               |                                   |
| 2002 | Taboo                        | Piper                       |                                   |
| 2002 | Chance                       | Chance                      | Tudi scenaristka in režiserka     |
| 2003 | Latter Days                  | Traci Levine                |                                   |
| 2005 | Intermedio                   | Barbie                      |                                   |
| 2005 | Race You to the Bottom       | Maggie                      |                                   |
| 2006 | Lovers, Liars &amp; Lunatics | Justine                     | Tudi scenaristka in režiserka     |
| 2007 | Gryphon                      | Princess Amelia Of Lockland |                                   |
| 2007 | Simple Things                | Sally                       |                                   |
| 2007 | Kiss the Bride               | Elly                        |                                   |
| 2008 | Strictly Sexual              | Donna                       |                                   |
| 2008 | The Blue Tooth Virgin        | Jennifer                    |                                   |
| 2008 | One-Eyed Monster             | Laura                       |                                   |
| 2009 | Tripping Forward             | Gwen                        |                                   |
| 2010 | Drones                       |                             | ko-režiserka                      |
| 2010 | The Killing Jar              | Noreen                      |                                   |
| 2010 | Another Harvest Moon         | Gretchen                    |                                   |
| 2011 | Act Your Age                 | Julia                       |                                   |
| 2012 | Dust Up                      | Ella                        |                                   |
| 2015 | Desire Will Set You Free     | Jayne                       |                                   |
| 2016 | Apartment 407                | Chloe                       | originalni naslov: Selling Isobel |
| 2018 | House of Demons              | Maya                        |                                   |
| 2018 | Glossary of Broken Dreams    | Pfefferkarree McCormick     |                                   |
| 2018 | The Griddle House            | Tiny                        |                                   |
| 2019 | The Nightmare Gallery        | Samantha Rand               |                                   |
| TBA  | I Saw the TV Glow            |                             | Post-produkcija                   |

### televizija
| Year       | Title                           | Role                | Notes                                                           |
| ---------- | ------------------------------- | ------------------- | --------------------------------------------------------------- |
| 1993       | Jack Reed: Badge of Honor       | Nicole Reed         | TV film                                                         |
| 1994       | Jack Reed: A Search for Justice | Nicole Reed         | TV film                                                         |
| 1995       | Jack Reed: One of Our Own       | Nicole Reed         | TV film                                                         |
| 1996       | Partners                        | Pam                 | Episode: "Follow the Clams?"                                    |
| 1998       | Promised Land                   | Amy Farnsworth      | Episode: "Out of Bounds"                                        |
| 1999       | Cracker                         | Amy                 | Episode: "The Club"                                             |
| 1999–2002  | Buffy the Vampire Slayer        | Tara Maclay         | Recurring role (seasons 4–6), main (season 6.19)                |
| 2001       | The Enforcers                   | Abby                | TV miniseries                                                   |
| 2004       | Cold Case                       | Julia Hoffman       | Episode: "Volunteers"                                           |
| 2005       | The Inside                      | Allison Davis       | Episode: "The Perfect Couple"                                   |
| 2006       | Holiday Wishes                  | Danni Hartford      | TV film                                                         |
| 2006, 2011 | Supernatural                    | Lenore              | Episodes: "Bloodlust", "Mommy Dearest"                          |
| 2008       | 7 Things to Do Before I'm 30    | Lori Madison        | TV film                                                         |
| 2008       | Long Island Confidential        | Liz                 | TV film                                                         |
| 2009       | Private Practice                | Jill Avery          | Episode: "Finishing"                                            |
| 2010       | Grey's Anatomy                  | Corrine Henley      | Episode: "That's Me Trying"                                     |
| 2011       | Count Jeff                      | Colleen             | Episodes: "Pilot", "Sucks to Be Me", "I'll Sleep When I'm Dead" |
| 2011       | Strictly Sexual: The Series     | Donna               | Episode: "Laugh, Cry, Say Goodbye"                              |
| 2011       | Ringer                          | Mary Curtis         | Episode: "That's What You Get for Trying to Kill Me"            |
| 2012       | Futurestates                    | Laura Keller        | Episode: "Laura Keller: NB"                                     |
| 2012       | Husbands                        | Angry Mom           | Episodes: "Appropriate Is Not the Word", "The Straightening"    |
| 2013       | Shelf Life                      | Raggy Ann           | Episode: "Powered Up"                                           |
| 2013       | Twisted Tales                   | Dhianna             | Episode: "Shockwave"                                            |
| 2014       | The Glass Slipper Confessionals | Tinkerbell          | Episodes: "Think Happy Thoughts", "The Pixie Chicks"            |
| 2014       | Morganville: The Series         | Amelie              | TV miniseries                                                   |
| 2016       | Sunday Morning                  | Marcy               | Episode: "Marcy and Cliff"                                      |
| 2016       | Red vs. Blue                    | Female Grif (voice) | Episode: "Get Bent"                                             |
| 2016       | The Crooked Man                 | Grace               | TV film                                                         |

### knjige

#### Duhovi Albiona
s Christopherjem Goldenom
| #   | Naslov      | Tudi In                                         | Datum objave | Založnik           |
| --- | ----------- | ----------------------------------------------- | ------------ | ------------------ |
| 1   | Zablodeni   |                                                 | 2004         | Subterranean Press |
| 1.1 | "Zapuščina" | Kratka zgodba, dostopna na spletni strani BBC ) |              |                    |
| 2   | Prekleta    |                                                 | 2005         | Del Rey            |
| 3   | Čarovništvo |                                                 | 2006         | Del Rey            |

#### Calliope Reaper-Jones
1. Death's Daughter (24. februar 2009)
2. Mačji krempelj (23. februar 2010)
3. Kačji vihar (22. februar 2011)
4. Kako biti smrt (28. februar 2012)
5. Zlata doba smrti (februar 2013)

#### Čarovnice iz parka Echo
| Naslov                   | Datum          | Založnik  | Dolžina | Identifikatorji | Opombe / Zaplet | Ref.  |
| ------------------------ | -------------- | --------- | ------- | --------------- | --------------- | ----- |
| The Witches of Echo Park | 6. januar 2015 | Ace Books | 294 pp  | LCCN 2014-35728 |                 | </br> |
|                          |                |           |         |                 |                 |       |

1. Zadnji čuvaj sanj (jan 2016)
2. Konec čarovnije (maj 2017)

#### Druge knjige
- Sedem piskačev (s Christopherjem Goldenom, 2006)
- Star in Marco's Guide to Mastering Every Dimension (z Dominicom Bisignano, Disney Press, 2017)ISBN 978-1484774199

#### Antologije in zbirke
| Zbornik ali zbirka       | Vsebina                             | Objava Datum |
| ------------------------ | ----------------------------------- | ------------ |
| 21st Century Dead        | Antiparalelogram                    | julij 2012   |
| Jabolko za bitje         | Callie Meet Happy                   | avgust 2012  |
| Življenje v mojih mislih | Terapija: darilo, ki sem si ga dala | april 2018   |

### Stripi

#### Buffy ubijalka vampirjev
- WannaBlessedBe ( Willow &amp; Tara s Christopherjem Goldenom. 2003)
- Divjina (s Christopherjem Goldenom)
- "Nedolžni" v Tales of the Slayers

#### Drugi stripi
- Shadowplay #1–4 (z Benom Templesmithom . 2005)
- Med duhovi (s Sino Grace, ilustratorko. avgust 2010) [34]
- Clueless: Senior Year (s Sarah Kuhn) [35]
- Clueless: One Last Summer (s Sarah Kuhn) [36]

### Drugi mediji
- Iluzije (s Christopherjem Goldenom. Animirani film v režiji Bensona, na voljo na spletni strani BBC) [37]
- Igra vlog The Ghosts of Albion (s Timothyjem S. Brannanom in Christopherjem Goldenom. Eden Studios, 2007)
- Middlegame Seanana McGuireja, pripoveduje Benson
- Walkaway Cory Doctorow, pripoveduje Benson
- Lock In Johna Scalzija, pripoveduje Benson
- Head On John Scalzi, pripoveduje Benson
- Roj Scotta Westerfelda, pripoveduje Benson
- Zeroes Scotta Westerfelda, pripoveduje Benson